# 1992년 하계 올림픽 조선민주주의인민공화국 선수단
조선민주주의인민공화국은 1992년 7월 25일부터 8월 10일까지 스페인 바르셀로나에서 열린 1992년 하계 올림픽에 참가했다. 조선민주주의인민공화국은 이 대회에서 역대 최다 올림픽 메달인 금메달 4개, 동메달 5개를 획득했다.
이 대회는 조선민주주의인민공화국이 1980년 모스크바 하계 올림픽 이후 12년 만에 참가한 하계 올림픽이기도 하다. 조선민주주의인민공화국은 미국 로스앤젤레스에서 개최된 1984년 하계 올림픽에서 소련을 위시한 동구권 국가들이 주도한 보이콧에 동참했기 때문에 참가하지 않았다. 또한 대한민국 서울에서 개최된 1988년 하계 올림픽에서는 서울 하계 올림픽의 남북한 공동 개최 요구가 받아들여지지 않은 데에 대한 항의의 차원에서 조선민주주의인민공화국에 우호적인 공산주의 국가였던 쿠바, 에티오피아, 세이셸과 함께 보이콧하면서 참가하지 않았다.

## 메달리스트
- 금메달
  - 배길수 (남자 체조 안마)
  - 리학선 (남자 레슬링 자유형 플라이급)
  - 김일 (남자 레슬링 자유형 라이트플라이급)
  - 최철수 (남자 복싱 플라이급)

- 동메달
  - 김명남 (남자 역도 미들급)
  - 리분희, 유순복 (여자 탁구 복식)
  - 리분희 (여자 탁구 단식)
  - 리광식 (남자 복싱 밴텀급)
  - 김영식 (남자 레슬링 자유형 밴텀급)